# Palais Mohammed V
Le palais Mohammed V anciennement appelé palais des Nations est un bâtiment public situé à Conakry en Guinée.

## Histoire
Le bâtiment est initialement construit pour abriter le siège de l'Organisation de l'unité africaine.
En 1996, le bâtiment est endommagé à la suite d'un bombardement lors de la mutinerie de l'armée guinéenne. Il est alors abandonné pendant 15 ans, jusqu'à sa rénovation prévue pour accueillir le 40e sommet des ministres des Affaires étrangères de l’organisation de la coopération islamique en décembre 2013,.
Il est renommé par Alpha Condé en 2014, en marge d'une visite officielle du roi Mohammed VI en république de Guinée.
Depuis le coup d'État de 2021 en Guinée, il est le siège du pouvoir de Mamadi Doumbouya.

## Galeries

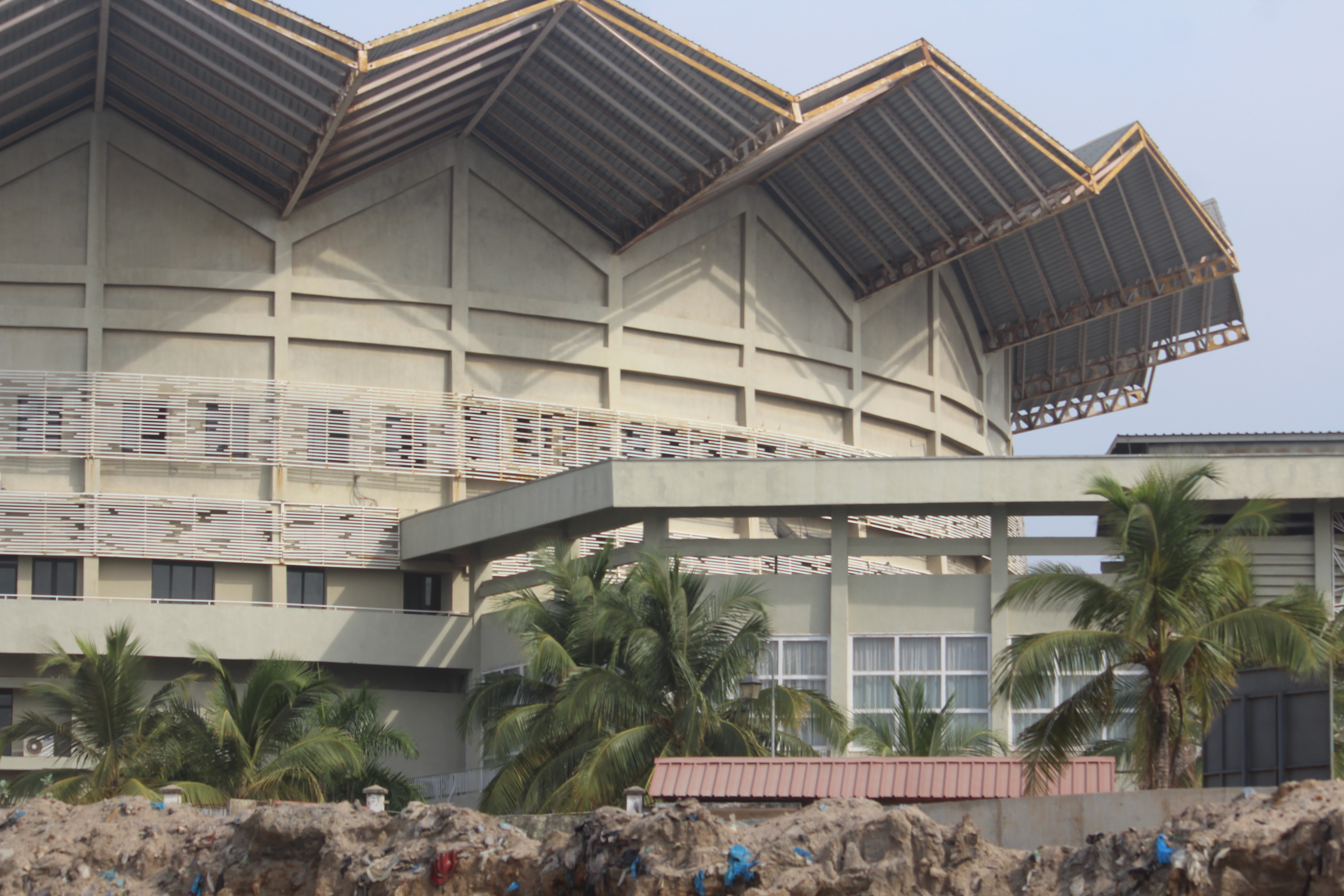
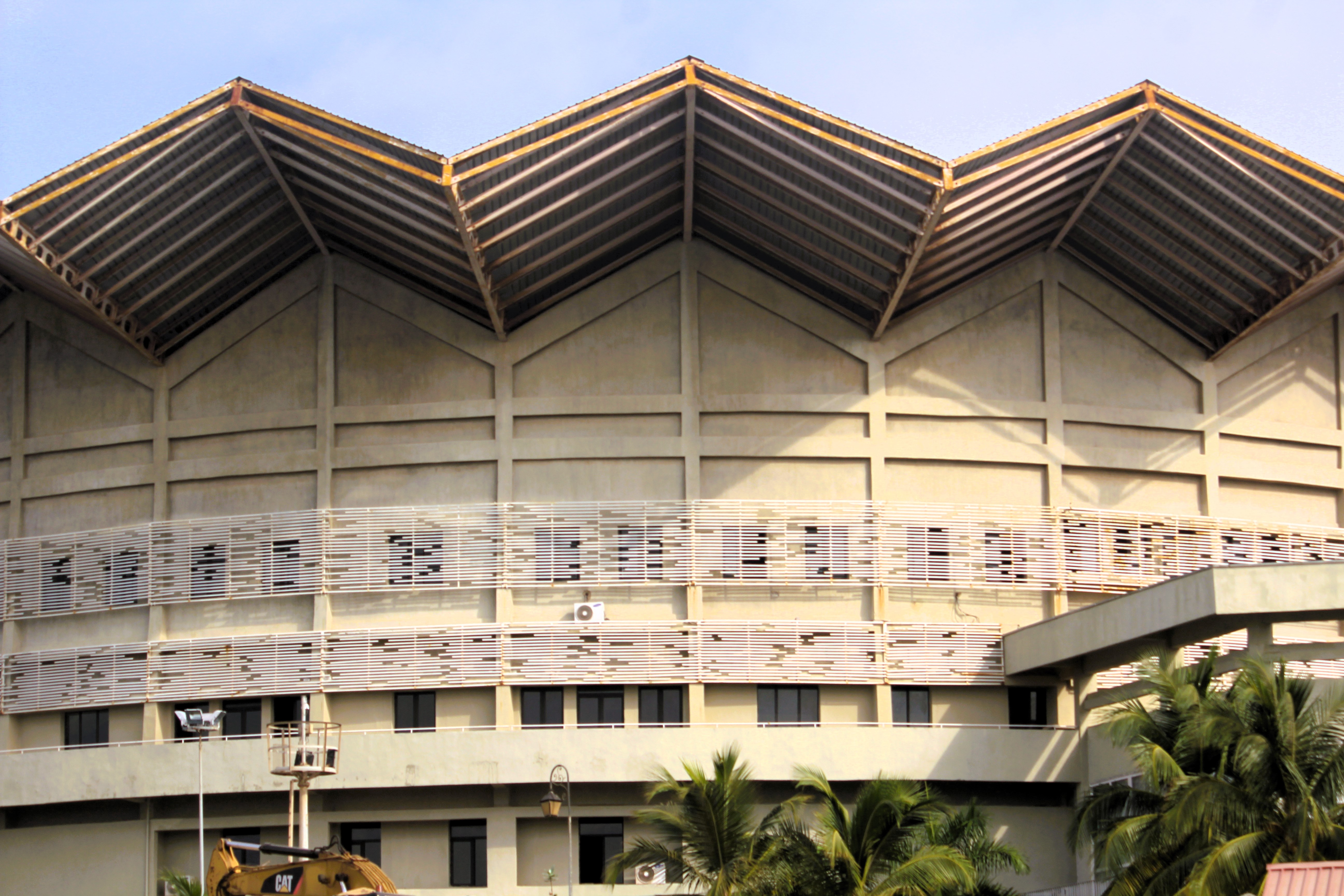
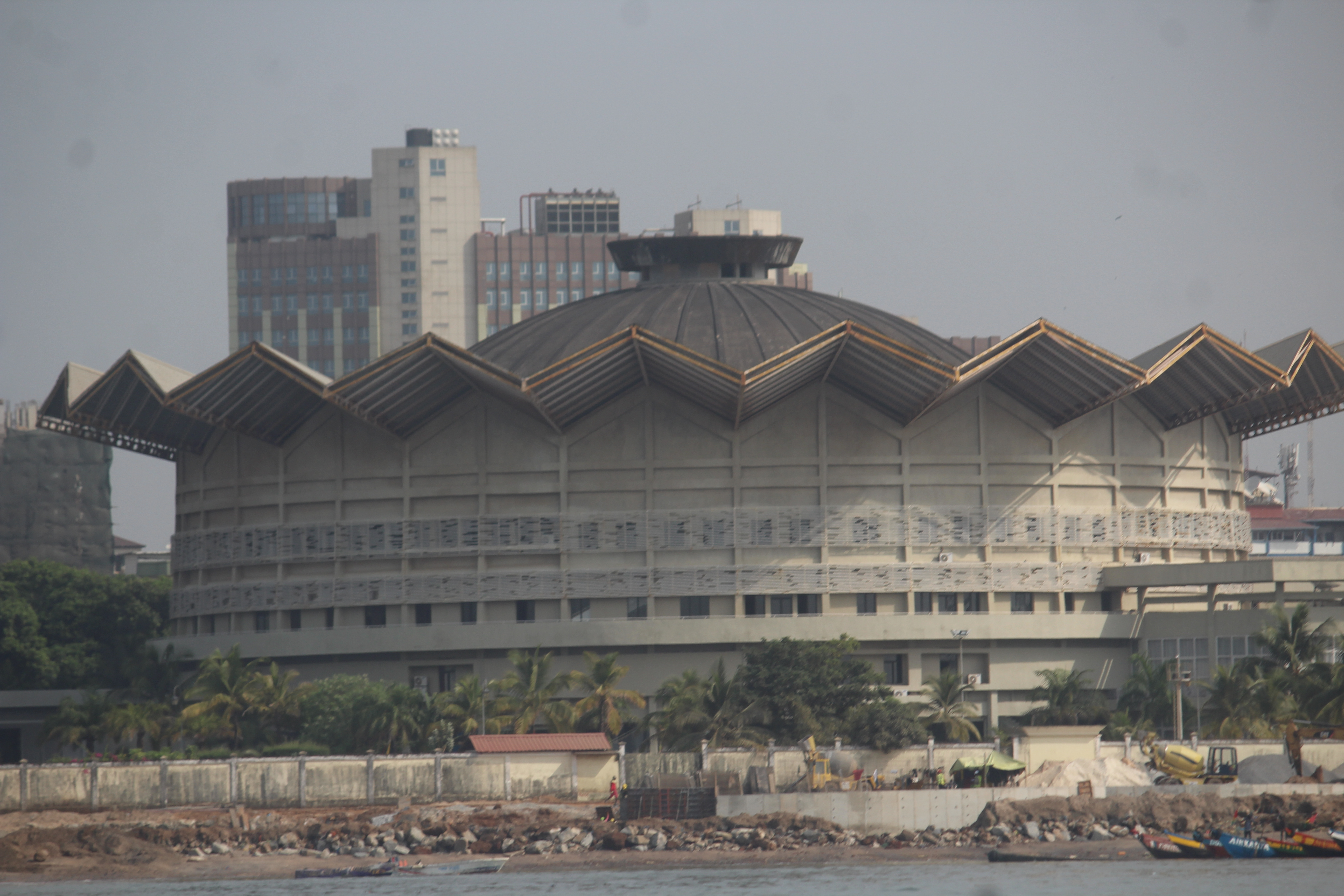